# Stockem, Luxemburg
Stockem är en ort i Luxemburg.   Den ligger i distriktet Diekirch, i den norra delen av landet, 50 kilometer norr om huvudstaden Luxemburg. Stockem ligger 465 meter över havet och antalet invånare är 119.
Terrängen runt Stockem är huvudsakligen platt, men söderut är den kuperad.  Närmaste större samhälle är Wiltz, 12,4 kilometer söder om Stockem. 
I omgivningarna runt Stockem växer i huvudsak blandskog. Runt Stockem är det ganska glesbefolkat, med 42 invånare per kvadratkilometer.